# Du soleil au cœur
Du soleil au cœur (pl. Słońce w sercu) – francuski album Kanadyjskiej piosenkarki Céline Dion, wydany we Francji w październiku 1983. To jej piąty francuski album i pierwszy wydany we Francji.

## Historia powstania
Album to komplikacja piosenek Dion z poprzednich dwóch Kanadyjskich albumów: Tellement j'ai d'amour... i Les chemins de ma maison. Album został wydany we Francji dzięki sukcesie singla "D'amour ou d'amitié"(dziesiąte miejsce na liście przebojów). "Mon ami m'a quittée" był kolejnym singlem.
Du soleil au cœur zawiera rozszerzoną wersję "Ne me plaignez pas" i jedną nową piosenkę "À quatre pas d'ici" (francuska adaptacja "The Land of Make Believe").
Du soleil au cœur został sprzedany w nakładzie 50.000 kopii.
4 kwietnia, 2002, po dziewiętnastu latach Du soleil au cœur został wydany drugi raz we Francji na CD z dodatkowymi pięcioma utworami. 16 maja, 2008 został także wydany w Szwajcarii.

## Lista utworów
1. „D'amour ou d'amitié” – 3:58
2. „La dodo la do” – 3:00
3. „Mon ami m'a quittée” – 3:00
4. „Ne me plaignez pas” – 3:44
5. „Tellement j'ai d'amour pour toi” – 2:56
6. „Du soleil au cœur” – 2:40
7. „À quatre pas d'ici” – 3:57
8. „Les chemins de ma maison” – 4:15
9. „Hello mister Sam” – 4:13
10. „Le vieux monsieur de la rue Royale” – 4:12